# Hoofdgroepmetaal
De hoofdgroepen in het periodiek systeem worden gevormd door de elementen waarbij een p-orbitaal het laatst toegevoegde elektron bevat.  De twaalf zwaardere elementen van de boorgroep, koolstofgroep en de stikstofgroep worden wel de hoofdgroepmetalen genoemd, om deze metalen te onderscheiden van de overgangsmetalen, de lanthanoïden en de actinoïden. Als het begrip hoofdgroep uitgebreid wordt met elementen waarbij het laatste elektron ook in een s-orbitaal geplaatst mag zijn dan worden de alkali- en aardalkalimetalen ook tot de hoofdgroepmetalen gerekend.
De hoofdgroepmetalen hebben gemeen dat zij metallieke geleiders zijn en dat de band waarin deze geleiding plaatsvindt voornamelijk uit p- of s-golffuncties bestaat (en niet uit d- of f-functies). Dit is een belangrijk verschil omdat p- en s-banden door hun grotere overlap meestal veel breder zijn. De elektronen benaderen daarom meer het ideaal van een vrij elektronengas.
Ook hun chemie is meestal wat eenvoudiger omdat er minder met elkaar concurrerende oxidatietoestanden zijn.  Wel treedt bij de zwaardere elementen vaak een inertie op in de s-orbitaal: de meest voorkomende ionlading wordt twee lager (de s-elektronen) dan het groepsnummer.  In tegenstelling tot de d- en f-metalen zijn de ionen vaak niet gekleurd.  Voor gekleurde ionen zijn onvolledig gevulde d- en/of f-orbitalen nodig die dicht genoeg bij elkaar liggen om overgangen in het zichtbare gebied mogelijk te maken.  Bij de hoofdgroepmetalen zijn slechts geheel lege, of juist helemaal gevulde d- en f-orbitalen aanwezig.
|              | 1 Ia         |              |                   |                   |                   |                   |                   |                   |                   |                   |                   |                   |         |        |        |        |         | 18 0   |
| 1            | 1 H          | 2 IIa        | Periodiek systeem | Periodiek systeem | Periodiek systeem | Periodiek systeem | Periodiek systeem | Periodiek systeem | Periodiek systeem | Periodiek systeem | Periodiek systeem | Periodiek systeem | 13 IIIa | 14 IVa | 15 Va  | 16 VIa | 17 VIIa | 2 He   |
| 2            | 3 Li         | 4 Be         |                   |                   |                   |                   |                   |                   |                   |                   |                   |                   | 5 B     | 6 C    | 7 N    | 8 O    | 9 F     | 10 Ne  |
| 3            | 11 Na        | 12 Mg        | 3 IIIb            | 4 IVb             | 5 Vb              | 6 VIb             | 7 VIIb            | 8 VIIIb           | 9 VIIIb           | 10 VIIIb          | 11 Ib             | 12 IIb            | 13 Al   | 14 Si  | 15 P   | 16 S   | 17 Cl   | 18 Ar  |
| 4            | 19 K         | 20 Ca        | 21 Sc             | 22 Ti             | 23 V              | 24 Cr             | 25 Mn             | 26 Fe             | 27 Co             | 28 Ni             | 29 Cu             | 30 Zn             | 31 Ga   | 32 Ge  | 33 As  | 34 Se  | 35 Br   | 36 Kr  |
| 5            | 37 Rb        | 38 Sr        | 39 Y              | 40 Zr             | 41 Nb             | 42 Mo             | 43 Tc             | 44 Ru             | 45 Rh             | 46 Pd             | 47 Ag             | 48 Cd             | 49 In   | 50 Sn  | 51 Sb  | 52 Te  | 53 I    | 54 Xe  |
| 6            | 55 Cs        | 56 Ba        | ↓                 | 72 Hf             | 73 Ta             | 74 W              | 75 Re             | 76 Os             | 77 Ir             | 78 Pt             | 79 Au             | 80 Hg             | 81 Tl   | 82 Pb  | 83 Bi  | 84 Po  | 85 At   | 86 Rn  |
| 7            | 87 Fr        | 88 Ra        | ↓↓                | 104 Rf            | 105 Db            | 106 Sg            | 107 Bh            | 108 Hs            | 109 Mt            | 110 Ds            | 111 Rg            | 112 Cn            | 113 Nh  | 114 Fl | 115 Mc | 116 Lv | 117 Ts  | 118 Og |
|              |              |              |                   |                   |                   |                   |                   |                   |                   |                   |                   |                   |         |        |        |        |         |        |
| Lanthanoïden | Lanthanoïden | Lanthanoïden | 57 La             | 58 Ce             | 59 Pr             | 60 Nd             | 61 Pm             | 62 Sm             | 63 Eu             | 64 Gd             | 65 Tb             | 66 Dy             | 67 Ho   | 68 Er  | 69 Tm  | 70 Yb  | 71 Lu   |        |
| Actinoïden   | Actinoïden   | Actinoïden   | 89 Ac             | 90 Th             | 91 Pa             | 92 U              | 93 Np             | 94 Pu             | 95 Am             | 96 Cm             | 97 Bk             | 98 Cf             | 99 Es   | 100 Fm | 101 Md | 102 No | 103 Lr  |        |